# پاکیو فرناندس
پاکیو فرناندس (اسپانیایی: Paquillo Fernández‎؛ زادهٔ ۶ مارس ۱۹۷۷) دوندهٔ دو پیاده‌روی سرعت اهل اسپانیا بود.